# امول شرقی (نیوجرسی)
امول شرقی (به انگلیسی: East Amwell Township) شهری در ایالت نیوجرسی کشور ایالات متحده آمریکا است که جمعیت آن در سرشماری سال ۲۰۱۰ میلادی، ۴٬۰۱۳ نفر بوده‌است.